# Roxanne Seeman
Roxanne Seeman es una cantautora y compositora de canciones estadounidense, nominada a dos premios Emmy. Nació en Nueva York y es conocida por sus canciones para Billie Hughes, Philip Bailey, Phil Collins, Riccardo Cocciante, The Jacksons, Earth, Wind and Fire, Alejandra Guzmán, The Sisters of Mercy, Barbra Streisand, Sarah Brightman, Bette Midler, Jacky Cheung, y para cine y televisión.
Seeman, junto con Billie Hughes, es escritora y productora del premiado sencillo internacional del año por NHK Grand Prix Japan Gold Disk Award, "Welcome to the Edge".
Seeman es productora de los espectáculos de Broadway To Kill a Mockingbird y The Waverly Gallery.

## Educación y carrera
Seeman obtuvo una maestría en la Universidad de Columbia en Estudios Orientales, Artes y Lenguas.
Pasó muchas noches en los clubs de jazz en Nueva York  y comenzó su carrera en la música cuando Dee Dee Bridgewater registró la pista instrumental de Ramsey Lewis "Tequila Mockingbird " con las palabras de Seeman. Larry Dunn de Earth, Wind and Fire escribió la música y George Duke producido el disco. Cuando se le preguntó a Roxanne Seeman, lo que hizo de su educación, ella respondió: "Yo escribí Walking on the Chinese Wall con mi pareja Billie Hughes. Nos reunimos justo después de mi regreso de China, y el de Japón. Inspirado por Asia, me ofreció algo de Billie a escribir sobre China por sus nuevas composiciones ".

## Colaboración con Billie Hughes
La colaboración entre Roxanne Seeman y el compositor Billie Hughes en 1983 marcó el comienzo de una larga y fructuosa carrera de la grabación, producción y composición. "Walking on the Chinese Wall", es uno de sus mayores éxitos, ella apareció en el hit-parade y se incluyó en la video de Philip Bailey “Chinese Wall”, álbum producido por Phil Collins. En 1985, Philip Bailey fue nominado para un Grammy Awards para el mejor cantante de R&B para "Chinese Wall".
En septiembre de 2004, el primer concierto pop en la historia se celebró en la Gran Muralla de China fuera de Pekín con Alicia Keyes en titular. La canción de Roxanne Seeman y Billie Hughes "Walking on the Chinese Wall" cantada por Philip Bailey y producida por Phil Collins fue el siguiente evento de televisión y DVD.

## Carrera musical
Roxanne Seeman también ha tenido éxito en Europa y Asia escribiendo letras de canciones que han sido estándares contemporáneos. Barbra Streisand grabó también la canción "Let’s Start Right Now", una canción brasileña cuyos versos originales fueron escritos en inglés por Roxanne Seeman. "Let’s Start Right Now" es visto como una canción de bonificación en el álbum de Streisand, “If You Ever Leave Me ". 
En 1998, Seeman escribió la letra en inglés de "Come Back To Me" para "Gel Ey Seher", un poema de Fikret Goja para el que Polad Bülbüloğlu había compuesto la música y que supuso un hit a finales de los años 60. Paul Buckmaster recibió el encargo de escribir un nuevo arreglo para Bulbuloglu, quien se había convertido en el ministro de Cultura de Azerbaiyán, para regrabarlo y recomendó a Seeman para la versión en inglés.
En 1999, Barbra Streisand lanzó "Let's Start Right Now", una adaptación de la canción brasileña de "Raios de Luz" con la letra original en inglés de Roxanne Seeman. La canción fue grabada con una orquesta de 72 intérpretes y fue orquestada y dirigida por Jorge Calandrelli. Se incluyó como sencillo de bonificación en el CD en una edición limitada del álbum de Streisand A Love Like Ours, además de en el lanzamiento internacional del sencillo en CD del dúo entre Streisand y Vince Gill.
En 2002, Seeman escribió letras en inglés para la interpretación en directo de la canción "Quisiera ser" de Alejandro Sanz, cantada a dúo en los Premios Grammy junto con Destiny's Child e interpretada en español e inglés. Beyoncé cantó la letra en inglés de Seeman durante el puente de la canción.
En colaboración con Sarah Brightman y Frank Peterson, Roxanne Seeman escribió "Harem", palabras de origen Inglés para Canção do Mar, el fado portugués (escrito en 1956) que fue presentado en la película "Primal Fear". El álbum "Harem" de Sarah Brightman permaneció en el Billboard top 10 en la categoría de las músicas clásicas durante 80 semanas, con una bonificación de una Vuelta al mundo "Harem”, emisiones especial dedicadas por "PBS Harem" y una Vuelta al Mundo "Harem" en directo desde Las Vegas en DVD.
Seeman realizó la adaptación americana de la canción "Por ella (I´d Fly)", canción francesa de Riccardo Cocciante cuya letra en inglés difiere de la versión original. Cocciante grabó "I’D Fly" presentando a Francesca Bellenis en su álbum Un hombre feliz (Un uomo felice). Diane Schuur realizó dos versiones de "I´d Fly", la primera producida por Ahmet Ertegün para la discográfica Atlantic Records. Al ser una canción francesa y estar el álbum basado en estándares americanos, finalmente no fue incluida. Cuando Schuur se trasladó a Concord Records para su álbum Friends for Schuur, realizó una segunda versión producida por Phil Ramone y gracias a la aprobación de Ahmet Ertegün. El 16 de julio de 2021, Warner Music lanzó la primera versión de "I’D Fly" producida por Ahmet Ertegün como sencillo.
En 2009, Roxanne colaboró en el canción, “Amor en Suspenso (Crocodile Tears)” con Alejandra Guzmán, “La Reina Mexicana del Rock”. En una entrevista con Primero Noticias, en octubre de 2009, “La Guzmán” reveló que pensaba dedicar “Amor en Suspenso” al fuerte experiencia que tuvo después de un procedimiento estético.

## Asia
En 2009, Seeman empezó a escribir para el próximo disco de Jacky Cheung, el #1 Estrella del Pop en China. Trabajando con el productor discográfico de Cheung, Andrew Tuason, Seeman escribió cinco canciones para el disco de Jacky Cheung de cantones jazz con colaboradores Europeas: "不只有緣 (Lucky In Love)", "Double Trouble", "Which Way, Robert Frost", "Let It Go", and "Everyday Is Christmas". Jacky grabó "Everyday Is Christmas" en inglés. El disco, "Private Corner" de Jacky Cheung es el primer disco de jazz que Cheung ha grabado y en menos de una semana consiguió disco de platino. 
Seeman escribió "不只有緣 (Lucky In Love)" con Daniel Nitt para Jacky Cheung. "不只有緣 (Lucky In Love)" aparece durante los créditos de "Crossing Hennessy", la película producido por Bill Kong. "Crossing Hennessy", con Tang Wei (Lust, Caution) y Jacky Cheung, ha sido seleccionado para empezar el 34º Festival Internacional de Cine de Hong Kong el 21 de marzo. 
En 2009, Seeman empezó a escribir para el próximo disco de Jacky Cheung, la #1 Estrella del Pop en China. Seeman regresó a Asia en agosto de 2009 por cinco semanas. Desde entonces, sus canciones han estado lanzado por Evan Yo (Sony Taiwan), Linda Chung (Star Entertainment Hong Kong) y una canción en particular, fue ofrecido en una programa Taiwanés , “Hi My Sweetheart” con Rainie Yang y Show Luo. Rainie Yang apareció en el famoso programa Taiwanés, "One Hundred Percent Entertainment" presentado por Show Luo, adonde Show Luo improviso un nuevo baile por "Tick Tock" y enseno a Yang los movimientos. En el programa, Yang dijo que el baile que él ha inventado eran más difícil del baile que ella originalmente tuvo por "Tick Tock"
En enero de 2010, Seeman y Nitt attendieron el conferencia de prensa por "Private Corner" por Jacky Cheung mantuvo por Universal Música en Hong Kong en la Kowloon Shangri-La. Jacky Cheung, Roxanne Seeman, y Daniel Nitt fueron entrevistado por Uncle Ray (Ray Cordeiro), un personalidad del Radio en Hong Kong, en el 29 de enero.

## Cine y televisión
El trabajo de Roxanne Seeman fue incorporado a las películas, la televisión, videos y CD. Su canción "So Hard To Know" fue escrita sobre la solicitud de Chet Baker. La canción, que apareció en la película "Let's Get Lost", por Bruce Weber en homenaje a la vida y la música de Chet Baker fue nominada para un Oscar en la categoría de los documentales. Desde la película "The Young Black Stallion" por William Ross, Roxanne Seeman y Gavin Greenaway han creado y producido la canción "Born To Ride" cantada por Biana Tamini, una actriz de 11 años para la salida del DVD en diciembre de 2004. 
Roxanne Seeman escribió "Hold on to the Good Things" para "Stuart Little 2", grabado por Shawn Colvin. La canción aparece como la segunda canción del genérico al final de la película, justo después la canción de Celine Dion. Con "Earth, Wind & Fire”, Roxanne Seeman escribió "Cruisin'” para la película de Spike Lee" Get On The Bus ". La colaboración con Eric Levi de ERA y Philip Bailey de Earth, Wind & Fire, ayudó a componer la música para el genérico al final de la película "La Vengeance d’une blonde". El 19 de febrero de 1994, "The Jackson Family Honors" en directo desde el ABC en Las Vegas at the MGM Grand Hotel ha presentado la canción "If You’d Only Believe" de Roxanne Seeman, Billie Hughes y Jermaine Jackson, con un final de rendimiento, incluyendo Michael Jackson y Céline Dion como artistas invitadas.
Los esfuerzos de Roxanne Seeman y Billie Hughes fueron recompensados en 1991 en Japón. La pareja escribió y produjo "Welcome to the Edge" del primer álbum de Billie Hughes. "Welcome to the Edge" se clasificó número 1 para 4 meses en el top 10 de la lista de clasificación de la música japonesa, vendiendo 520 000 copias. Roxanne Seeman y Billie Hughes recibió el primer premio internacional para el álbum del año en el Gran Premio japonés NHK. El álbum "Welcome to the Edge" de Billie Hughes salió en el Sudeste de Asia y la canción ha sido cantada por muchos artistas chinos y japoneses. En 1991, Bette Midler grabó "Noche y Día", una canción escrita por Roxanne Seeman y Billie Hughes y se clasificó en el hit-parade. El mismo año, "Welcome to the Edge" recibió una nominación para los Emmy Awards en la categoría de la Mejor Canción original para el drama TV Santa Bárbara. En 1992, Roxanne Seeman y Billie Hughes fueron dos veces nominados para los Emmy Awards en la categoría Mejor Canción Original para la canción "Dreamlove" de la serie de televisión Another World. Roxanne Seeman ha colaborado con numerosos artistas, compositores, autores, entre ellos Carmine Coppola, Arif Mardin, David Lasley, Richard Cocciante, Jermaine Jackson, (Systers of mercy) Las Hermanas de la Misericordia, Maurice White, Philip Bailey and Daniel Lindstrom. Sus obras han sido producidas por reconocidos artistas como Phil Collins, Arif Mardin, Phil Ramone y Michael Omartian, e interpretada por Barbra Streisand, Los Jacksons, Bette Midler, Melissa Manchester, Randy Crawford, Chet Baker, Los Cuatro Tops, Phyllis Hyman, El Manhattans, Diane Chuur, el dúo japonés Wink y Billie Hughes, entre otros. Actualmente, Roxanne Seeman colabora con artistas, productores y compositores de toda Europa y Asia. La salida de la canción "Let's Get Lost", el 5 de junio de 2008 en Londres por Bruce Weber para el documental sobre Chet Baker fue “une premiere”.

## Discografía de Cine
| Año  | Película                                                       | Canción                    | Artista                             | Escritor                                           | Director               | Studio                                             |
| ---- | -------------------------------------------------------------- | -------------------------- | ----------------------------------- | -------------------------------------------------- | ---------------------- | -------------------------------------------------- |
| 2011 | Lost in Panic Cruise (Mi Shi Zi Ke Kao An)                     | Hui Bu Hui (Face to Face)  | Yangkun                             | Roxanne Seeman - Fredrik Samsson - Tobias Forsberg | Fanfan Zhang           | Beijing Shengshi Huarui Film Company               |
| 2010 | Crossing Hennessy (Yut Mun Hinneisi)                           | Lucky in Love              | Jacky Cheung                        | Roxanne Seeman - Daniel Nitt                       | Ivy Ho                 | Edko Films, Ltd.                                   |
| 2011 | Summer Love                                                    | No One Knows               | Terence Siufay                      | Roxanne Seeman - Kine Ludvigsen - Olav Fossheim    | Wilson Chin            | Sun Entertainment                                  |
| 2010 | The Greatest Ears In Town: The Arif Mardin Story               | So Blue                    | Chaka Khan - David Sanborn          | Roxanne Seeman - Arif Mardin                       | Doug Biro - Joe Mardin | Joe Mardin                                         |
| 2003 | Young Black Stallion                                           | Born To Ride               | Biana Tamimi                        | William Ross - Roxanne Seeman - Gavin Greenaway    | Simon Wincer           | The Kennedy/Marshall Company - Disney IMAX         |
| 2002 | Stuart Little 2                                                | Hold on to the Good Things | Shawn Colvin                        | Roxanne Seeman - Holly Knight                      | Rob Minkoff            | Columbia Pictures                                  |
| 2000 | Jonghab Beyongwon The Movie: Cheonil Dangan (General Hospital) | Welcome to the Edge        | Billie Hughes                       | Roxanne Seeman - Bille Hughes - Dominic Messinger  | Yun-seok Choi          | AFDF (Korea)                                       |
| 1994 | La Vengeance D'Une Blonde                                      | People and Places          | Philip Bailey - Dee Dee Bridgewater | Roxanne Seeman - Eric Levi - Philip Bailey         | Jeannot Szwarc         | Les Films de la Colline                            |
| 1995 | Pourquoi Maman Est Dans Mon Lit                                | Africa                     | Billie Hughes                       | Roxanne Seeman - Billie Hughes                     | Patrick Malakian       | Gaumont Films France                               |
| 1995 | Above Suspicion                                                | Yours                      | Scott Mayo                          | Roxanne Seeman - Philip Bailey - Chuck Wild        | Steven Schachter       | Rysher Entertainment                               |
| 1992 | Chain of Desire                                                | So Hard To Know            | Chet Baker                          | Roxanne Seeman - Rique Pantoja                     | Temistocles Lopez      | Distant Horizon - Mad Dog Pictures - October Films |
| 1990 | Under Crystal Lake                                             | Safe Back In Your Arms     | Warren Wiebe                        | Roxanne Seeman - Darin Scheff - Tony Smith         | Kris Kertenian         | American Entertainment Circle                      |
| 1988 | Let's Get Lost                                                 | So Hard To Know            | Chet Baker                          | Roxanne Seeman                                     | Bruce Weber            | Little Bear Films                                  |
| 1985 | The Heavenly Kid                                               | Heart of Love              | Jamie Bond                          | Roxanne Seeman - Billie Hughes                     | Cary Medoway           | Orion Pictures                                     |
| 1989 | Little Monsters                                                | I Wanna Yell               | Billie Hughes                       | Roxanne Seeman - Billie Hughes                     | Richard Greenberg      | Vestron/MGM Films                                  |
| 1982 | Fighting Back                                                  | Meant For You              | Debra Laws                          | Roxanne Seeman - David Lasley                      | Lewis Teague           | Paramount Pictures                                 |
| 1980 | New Year's Evil                                                | New Year's Evil            | Shadow                              | Roxanne Seeman - Eduardo del Barrio                | Emmet Alston           | Cannon Films                                       |

## Discografía
| Phil Collins "Plays Well With Others"/Philip Bailey | Walking on the Chinese Wall        | Escritora |
| The Stanley Clarke Band                             | Lost In A World                    | Escritora |
| Earth, Wind & Fire                                  | Everyday Is Christmas              | Escritora |
| Arif Mardin feat. Chaka Khan & David Sanborn        | So Blue                            | Escritora |
| Alejandra Guzmán                                    | Amor en Suspenso (Crocodile Tears) | Escritora |
| Sarah Brightman                                     | Harem (sencillo)                   | Escritora |
| Shawn Colvin                                        | Hold on to the Good Things         | Escritora |
| Barbra Streisand                                    | Let's Start Right Now              | Escritora |
| Diane Schuur                                        | I'd Fly                            | Escritora |
| Philip Bailey                                       | Sail Away                          | Escritora |
| Phyllis Hyman                                       | Maybe Tomorrow                     | Escritora |
| Earth, Wind & Fire                                  | Divine                             | Escritora |
| Melissa Manchester                                  | Heart of Love                      | Escritora |
| Philip Bailey                                       | Yours                              | Escritora |
| The Sisters of Mercy                                | Under The Gun (sencillo)           | Escritora |
| Earth, Wind & Fire                                  | Cruising                           | Escritora |
| Double You                                          | Walking on the Chinese Wall        | Escritora |
| Laima                                               | Dreamlove                          | Escritora |
| Randy Crawford                                      | If You'd Only Believe              | Escritora |
| Billie Hughes                                       | Dreamlove                          | Escritora |
| Billie Hughes                                       | Welcome to the Edge (sencillo)     | Escritora |
| Bette Midler                                        | Night & Day (sencillo)             | Escritora |
| The Jacksons                                        | If You'd Only Believe              | Escritora |
| Chet Baker/Rique Pantoja                            | So Hard To Know                    | Escritora |
| Angela Bofill/Peabo Bryson                          | For You & I                        | Escritora |
| Terri Gonzalez                                      | Dynamic Attraction                 | Escritora |
| The Manhattans                                      | Maybe Tomorrow                     | Escritora |
| The Four Tops/Phyllis Hyman                         | Maybe Tomorrow                     | Escritora |
| Randy Crawford                                      | Actual Emotional Love              | Escritora |
| The Triplets                                        | Win Your Love                      | Escritora |
| Jamie Bond (The Heavenly Kid soundtrack)            | Heart of Love (sencillo)           | Escritora |
| Earth, Wind & Fire                                  | Straight From the Heart            | Escritora |
| Dianne Reeves                                       | Passageway                         | Escritora |
| Stephanie Mills                                     | Wailin'                            | Escritora |
| Revelation                                          | Without Love                       | Escritora |
| Sylvia St. James                                    | Grace                              | Escritora |
| Stanley Turrentine                                  | Only You & Me                      | Escritora |
| Debra Laws                                          | Meant For You (sencillo)           | Escritora |
| Debra Laws                                          | All The Things I Love              | Escritora |
| Jean Carne                                          | Don't Say No (To Love)             | Escritora |
| Earth, Wind & Fire                                  | Sailaway                           | Escritora |
| Switch/Jermaine Jackson                             | Reaching for Tomorrow              | Escritora |
| Dee Dee Bridgewater                                 | Tequila Mockingbird                | Escritora |

## Grabaciones Internacionales
| Canción                                | Artista                                       | Escritor                                            | Productor                    | Compañía Discográfica                 | Territorio             |
| -------------------------------------- | --------------------------------------------- | --------------------------------------------------- | ---------------------------- | ------------------------------------- | ---------------------- |
| Cuo Dui Le (Wrong But Right)           | Boon Hui Lu                                   | Boon Huilu - Victor Lau - Roxanne Seeman - I-Wei Wu | Bing Wang                    | HIM Music                             | Taiwán                 |
| Everyday Is Christmas                  | Nils Landgren                                 | Seeman - Steinke                                    |                              | ACT Music                             | Europa                 |
| What You Doin′ Tonight                 | Edray Teodoro                                 | Seeman - Hernández - Sibanda                        |                              | MCA Music (Universal Music Filipinas) | República de Filipinas |
| Our Moment                             | Kyle Echarri                                  | Seeman - Bailey - Hoy - Soegaard                    | Francis Guevarra             | MCA Music (Universal Music Filipinas) | República de Filipinas |
| Caught In That Feeling                 | Jason Dy                                      | Seeman - Lindstrom - Samsson                        | Fredrik Samsson              | MCA Music (Universal Music Filipinas) | República de Filipinas |
| Caught In That Feeling                 | Jason Dy                                      | Seeman - Lindstrom - Samsson                        | Moh Denebi                   | MCA Music (Universal Music Filipinas) | República de Filipinas |
| When You Hear This Song                | Jason Dy                                      | Seeman - Nitt                                       |                              | MCA Music (Universal Music Filipinas) | República de Filipinas |
| Turn Out The Night                     | Jason Dy                                      | Seeman - Moring - Messinger                         |                              | MCA Music (Universal Music Filipinas) | República de Filipinas |
| Which Way, Robert Frost?               | Paolo Onesa                                   | Seeman - Steinke                                    | Francis Guevarra             | MCA Music (Universal Music Filipinas) | República de Filipinas |
| Lucky In Love                          | Paolo Onesa                                   | Seeman - Nitt                                       | William Kong                 | MCA Music (Universal Music Filipinas) | República de Filipinas |
| Lucky In Love                          | Paolo Onesa                                   | Seeman - Nitt                                       | Nansun Shi                   | MCA Music (Universal Music Filipinas) | República de Filipinas |
| When Love Calls Your Name              | Elhaida Dani                                  | Seeman - Cocciante                                  | Riccardo Cocciante           | Universal Italia                      | Italia                 |
| Falling For Your Love                  | Saint Lu                                      | Saint Lu - Seeman - Messer                          | Patrik Majer                 | Warner Alemania                       | Europa                 |
| Lonely Kiss                            | Cecilia Han                                   | Seeman - Christensen - Lange - Munk                 | Cecilia Han                  | Gold Typhoon                          | China                  |
| Saving Grace                           | Lin Yu-Chun                                   | Seeman - Steinke - Martin                           | Walter Afanasieff            | Sony Music                            | Taiwán China           |
| Hui Bu Hui (Will We)                   | Yang Kun                                      | Seeman - Samsson - Forsberg                         | Zhang Yadong                 |                                       | China                  |
| Reach Out (That′s What It′s All About) | Oslo Soul Children                            | Seeman - Fossheim - Ludvigsen                       | Olav Fossheim                | MTG Music                             | Noruega                |
| No One Knows                           | Stephy Tang                                   | Seeman - Fossheim - Ludvigsen                       | Gary Chan                    | Gold Typhoon                          | Hong Kong China        |
| When You Hear This Song                | Allen Su                                      | Seeman - Nitt                                       |                              | Sony Music                            | China                  |
| Arrest Me                              | Amber Kuo                                     | Seeman - Grubert - Zuckowski                        | Andrew Chen                  | Warner Music                          | Taiwán China           |
| Everyday Is Christmas                  | Jacky Cheung                                  | Seeman - Steinke                                    | Andrew Tuason                | Universal                             | Hong Kong China        |
| Lucky In Love                          | Jacky Cheung                                  | Seeman - Nitt                                       | Andrew Tuason                | Universal                             | Hong Kong China        |
| Double Trouble                         | Jacky Cheung                                  | Seeman - Fossheim Ludvigsen                         | Andrew Tuason                | Universal                             | Hong Kong China        |
| Which Way Robert Frost                 | Jacky Cheung                                  | Seeman - Steinke                                    | Andrew Tuason                | Universal                             | Hong Kong China        |
| Let It Go                              | Jacky Cheung                                  | Seeman - Lindstrom - Musto                          | Andrew Tuason                | Universal                             | Hong Kong China        |
| Tick Tock                              | Rainie Yang                                   | Seeman - Fossheim - Ludvigsen                       | Andrew Tuason                | Sony Music                            | Taiwán China           |
| Tick Tock                              | Rainie Yang                                   | Seeman - Fossheim - Ludvigsen                       | Andrew Tuason                | Sony Music                            | Japan                  |
| Cha Cha Cha                            | Linda Chung                                   | Seeman - Fossheim - Ludvigsen                       | Andrew Tuason                | Star Entertainment                    | Hong Kong China        |
| All Pumped Up                          | Evan Yo                                       | Seeman - Grubert - Zuckowski                        |                              | Sony Music                            | Taiwán China           |
| Caught In That Feeling                 | Daniel Lindstrom                              | Seeman - Lindstrom - Samsson                        | Fredrik Samsson - Moh Denebi | Laluff Music                          | Suecia                 |
| Let′s Start Right Now                  | Leila Maria                                   | Seeman - Silva - Bastos                             |                              | Rob Digital                           | Brasil                 |
| Goodnite But Not Goodbye               | Nina                                          | Seeman - Keller - Oberoff                           |                              | Waner Music                           | República de Filipinas |
| Welcome to the Edge                    | Billie Hughes                                 | Seeman - Hughes - Messinger                         | Hughes                       | Pony Canyon Warner                    | Japón                  |
| Welcome to the Edge                    | Billie Hughes                                 | Seeman - Hughes - Messinger                         | Seeman                       | Pony Canyon Warner                    | Se Asia                |
| Theme From The Edge                    | Billie Hughes                                 | Seeman - Hughes - Messinger                         | Hughes                       | Pony Canyon Warner                    | Japón                  |
| Theme From The Edge                    | Billie Hughes                                 | Seeman - Hughes - Messinger                         | Seeman                       | Pony Canyon Warner                    | Se Asia                |
| Hurricane                              | Billie Hughes                                 | Seeman - Hughes - Messinger                         | Hughes                       | Pony Canyon Warner                    | Japón                  |
| Hurricane                              | Billie Hughes                                 | Seeman - Hughes - Messinger                         | Seeman                       | Pony Canyon Warner                    | Se Asia                |
| Night & Day                            | Billie Hughes                                 | Seeman - Hughes - Messinger                         | Hughes                       | Pony Canyon Warner                    | Japón                  |
| Night & Day                            | Billie Hughes                                 | Seeman - Hughes - Messinger                         | Seeman                       | Pony Canyon Warner                    | Se Asia                |
| I′ll See You Again                     | Billie Hughes                                 | Seeman - Hughes - Messinger                         | Hughes                       | Pony Canyon Warner                    | Japón                  |
| I′ll See You Again                     | Billie Hughes                                 | Seeman - Hughes - Messinger                         | Seeman                       | Pony Canyon Warner                    | Se Asia                |
| Two Worlds Apart                       | Billie Hughes                                 | Seeman - Hughes - Messinger                         | Hughes                       | Pony Canyon Warner                    | Japón                  |
| Two Worlds Apart                       | Billie Hughes                                 | Seeman - Hughes - Messinger                         | Seeman                       | Pony Canyon Warner                    | Se Asia                |
| The Blue Line                          | Billie Hughes                                 | Seeman - Hughes - Messinger                         | Hughes                       | Pony Canyon Warner                    | Japón                  |
| The Blue Line                          | Billie Hughes                                 | Seeman - Hughes - Messinger                         | Seeman                       | Pony Canyon Warner                    | Se Asia                |
| Dreamlove                              | Billie Hughes                                 | Seeman - Hughes - Messinger                         | Hughes                       | Pony Canyon Warner                    | Japón                  |
| Dreamlove                              | Billie Hughes                                 | Seeman - Hughes - Messinger                         | Seeman                       | Pony Canyon Warner                    | Se Asia                |
| Wish You Were Around                   | Billie Hughes                                 | Seeman - Hughes - Messinger                         | Hughes                       | Pony Canyon Warner                    | Japón                  |
| Wish You Were Around                   | Billie Hughes                                 | Seeman - Hughes - Messinger                         | Seeman                       | Pony Canyon Warner                    | Se Asia                |
| Expectations Of Love                   | Billie Hughes                                 | Seeman - Bailey - Sigman - Robbins                  | Seeman                       | Passion                               | Reino Unido            |
| Expectations Of Love                   | HuDavid Lasley                                | Seeman - Bailey - Sigman - Robbins                  | Seeman                       | Passion                               | Reino Unido            |
| Will To Survive                        | David Lasley                                  | Seeman - Oliver - Dreau                             | Seeman Oliver                | Passion                               | Reino Unido            |
| Night Of Our Lives                     | David Lasley                                  | Seeman - Oliver - Messinger                         | Seeman Oliver                | Passion                               | Reino Unido            |
| Revelations                            | David Lasley                                  | Seeman - Oliver                                     | Seeman Oliver                | Passion                               | Reino Unido            |
| Meant For You                          | David Lasley                                  | Seeman - Lasley                                     | Lasley Seeman                | Cool Sounds                           | Japón                  |
| Your Voice                             | David Lasley                                  | Seeman - Lasley                                     | Lasley Seeman                | Cool Sounds                           | Japón                  |
| Til I Walk With You                    | David Lasley                                  | Seeman - Lasley                                     | Lasley Seeman                | Cool Sounds                           | Japón                  |
| Eight Titles                           | Liane Foly                                    | Seeman - Liane Foly                                 | Mars Lasar                   | Virgin France                         | Europa                 |
| I′d Fly                                | Cocciante & Bellenis                          | Seeman - Cocciante Dreau                            | Richard Cocciante            | Virgin/Italy & Sony                   | Europa                 |
| Show Me                                | Barbara Weathers                              | Seeman - Cocciante                                  | Jeffrey Weber                | Polygram                              | Japón                  |
| For You And I                          | Paola Mei                                     | Seeman - Del Barrio                                 | Italia                       | Interbeat                             | Italia                 |
| People And Places                      | Philip Bailey & Dee Dee Bridgewater           | Seeman - Bailey - Levi                              | Eric Levi                    | BMG                                   | Francia                |
| People And Places                      | Philip Bailey & Dee Dee Bridgewater           | Seeman - Bailey - Levi                              | Eric Levi                    | BMG                                   | Asia                   |
| Walking on the Chinese Wall            | Philip Bailey/una Canzone                     | Seeman - Hughes                                     | Phil Collins                 | P.M./Sony                             | Italia                 |
| Walking on the Chinese Wall            | Indiana                                       | Seeman - Hughes                                     | Italy                        | Blanco Y Negro                        | España                 |
| Walking on the Chinese Wall            | Indiana                                       | Seeman - Hughes                                     | Italy                        | Blanco Y Negro                        | Italia                 |
| Welcome to the Edge                    | Santa Barbara Soundtrack                      | Seeman - Hughes - Messinger                         | Italia                       | Intercord                             | Alemania               |
| Welcome to the Edge                    | Wink                                          | Seeman - Hughes - Messinger                         | Italia                       | Polystar                              | Japón                  |
| Welcome to the Edge                    | Mie Yamamoto                                  | Seeman - Hughes - Messinger                         | Italia                       | Apollo Sounds                         | Japón                  |
| Welcome to the Edge                    | Bon Chic                                      | Seeman - Hughes - Messinger                         | Italia                       | Teichiku                              | Japón                  |
| Welcome to the Edge                    | The Nolans                                    | Seeman - Hughes - Messinger                         | Italia                       | Virgin                                | Japón                  |
| Welcome to the Edge                    | Bill Champlain                                | Seeman - Hughes - Messinger                         | Italia                       | King                                  | Japón                  |
| Welcome to the Edge                    | The Best Hits Of T.V Theme                    | Seeman - Hughes - Messinger                         | Italia                       | Toshiba / Emi                         | Japón                  |
| Welcome to the Edge                    | New Energy Beat                               | Seeman - Hughes - Messinger                         | Italia                       | Pony Canyon                           | Japón                  |
| Welcome to the Edge                    | Fuji Television Themes                        | Seeman - Hughes - Messinger                         | Italia                       | Nippon Phonogram                      | Japón                  |
| Welcome to the Edge                    | Crystal Sound Orchestra                       | Seeman - Hughes - Messinger                         | Valentin Coupeau             | Alfa Records Compilations             | Japón                  |
| Night And Day                          | Jasmine                                       | Seeman - Hughes                                     | Italia                       | Polystar                              | Japón                  |
| Night And Day                          | Jasmine                                       | Seeman - Hughes                                     | Italia                       | Polystar                              | Hong Kong              |
| Night And Day                          | Cherrie Tsoi                                  | Seeman - Hughes                                     | Italia                       | Warner Music                          | Hong Kong              |
| Welcome to the Edge                    | Joyce                                         | Seeman - Hughes - Messinger                         | Italia                       | Golden Pony                           | Hong Kong              |
| Love Is An Art                         | Wink                                          | Seeman - Hughes - Keller                            | Italia                       | Polystar                              | Japón                  |
| My World                               | Wink                                          | Seeman - Hughes                                     | Italia                       | Polystar                              | Japón                  |
| Night And Day                          | Wink                                          | Seeman - Hughes                                     | Italia                       | Polystar                              | Japón                  |
| Mysterious                             | Wink                                          | Seeman - Curiale                                    | Italia                       | Polystar                              | Japón                  |
| The Hotter The Night                   | Sachiko Suzuki                                | Seeman - Goldberg - ST. James                       | Italia                       | Polystar                              | Japón                  |
| Expectations Of Love                   | David Lasley                                  | Seeman - Bailey - Sigman - Robbins                  | Seeman                       | Crazy Time Magazine                   | Italia                 |
| Yours                                  | Scott Mayo                                    | Seeman - Bailey - Wild                              | Seeman                       | New Sounds Monografie Magazine        | Italia                 |
| Night Of Our Lives                     | David Lasley                                  | Seeman - Oliver - Messinger                         | Seeman Oliver                | Crazy Time Magazine                   | Italia                 |
| Ready To Fall In Love                  | David Lasley                                  | Seeman - Lasley - Barken - Black                    | Italia                       | Crazy Time Magazine                   | Italia                 |
| Winter, Summer                         | Steve Tavaglione                              | Seeman - Bailey - Wild                              | Seeman                       | New Age Magazine ″sky″ Sampler        | Italia                 |
| Night Of Our Lives                     | David Lasley                                  | Seeman - Oliver - Messinger                         | Seeman Oliver                | Crazy Time Magazine                   | Italia                 |
| Night Of Our Lives                     | Steve Tavaglione                              | Seeman - Oliver - Messinger                         | Seeman Oliver                | New Sounds Monografie Magazine        | Italia                 |
| Yours                                  | Philip Bailey                                 | Seeman - Bailey - Wild                              | Seeman Bailey                | Crazy Time Magazine                   | Italia                 |
| For You & I                            | Satoshi Ikeda                                 | Seeman - Del Barrio                                 | Italia                       | Teichiku                              | Japón                  |
| Love Is An Art                         | Joe Yamanaka                                  | Seeman - Hughes - Keller                            | Bunetta Chudakoff            | Bunetta, Chudakoff & Kitajima         | Japón                  |
| I Don′t Mind                           | Joe Yamanaka                                  | Seeman - Steele - Del Barrio                        | Bunetta Chudakoff            | Bunetta, Chudakoff & Kitajima         | Japón                  |
| What Will We Do Now                    | Yuki Kuni                                     | Seeman - Hughes                                     | Osamu Kitajima               | Higher Octave / Teichiku              | Japón                  |
| The Blue Line                          | Iwasake Yoshimi                               | Seeman - Hughes                                     | Bobby Watson                 | CBS /Sony                             | Japón                  |
| One Step                               | Kazuo Takeda                                  | Seeman - Ballard - Marcoulier                       | Ballard Marcoulier           | JVC/Victor                            | Japón                  |
| My World                               | Zoe Heywood                                   | Seeman - Hughes                                     | Yasohachi′ 88                | CBS/Sony                              | Japón                  |
| Expectations Of Love                   | Jeff Sigman                                   | Seeman - Bailey - Sigman - Robbins                  | Seeman                       | Polydor                               | Japón                  |
| Expectations Of Love                   | David Lasley                                  | Seeman - Bailey - Sigman - Robbins                  | Seeman                       | Polydor                               | Japón                  |
| Love Brought Us Here                   | Rique Pantoja                                 | Seeman - Pantoja                                    | Pantoja                      | Pony Canyon Wea                       | Japón Brasil           |
| In A Night                             | Rique Pantoja                                 | Seeman - Pantoja                                    | Pantoja                      | Pony Canyon Wea                       | Japón Brasil           |
| I′ll See You Again                     | Allan Clarke                                  | Seeman - Hughes                                     | Tony Taverner                | Italia                                | Alemania               |
| I′ll See You Again                     | (The Hollies)                                 | Seeman - Hughes                                     | Tony Taverner                | Italia                                | Alemania               |
| Every Heart Has A Vision               | Allan Clarke                                  | Seeman - Hughes                                     | Tony Taverner                | Italia                                | Alemania               |
| Every Heart Has A Vision               | (The Hollies)                                 | Seeman - Hughes                                     | Tony Taverner                | Italia                                | Alemania               |
| Mwanzia                                | Roger Christian                               | Seeman - Hughes                                     | Gary Katz                    | Island                                | Inglaterra             |
| Love Is An Art                         | Pernilla Wahlgren                             | Seeman - Hughes - Keller                            | Ingrosso & Bolyos            | Sonet                                 | Suecia                 |
| Walking on the Chinese Wall            | Young Talent Team Now & Then 15th Anniversary | Seeman - Hughes                                     | Italia                       | Hammond TV Prods/Records              | Australia              |
| Anna Maria                             | Tsu - Ba - Sa                                 | Seeman - Hughes                                     | Giroh Gotoh                  | Sony Music                            | Japón                  |
| The Way You Make Me Feel               | Paper Balloon                                 | Seeman - Hughes - Nelson                            | Hughes & Gotoh               | West Wings                            | Japón                  |
| The Outside In                         | Paper Balloon                                 | Coppola - Pennino - Seeman                          | Henry Lewy                   | 2nd Avenue King                       | Japón                  |
| The Outside In                         | Ragazzi Della 54th Strada                     | Coppola - Pennino - Seeman                          | Carmine Coppola              | Italia                                | Italia                 |
| Heart on the Line                      | Grace Kennedy                                 | Seeman - Phillips                                   | Philip Swirn                 | DJM                                   | Inglaterra             |
| Heart on the Line                      | Grace Kennedy                                 | Seeman - Phillips                                   | Philip Swirn                 | DJM                                   | Sudáfrica              |
| Tequila Mockingbird                    | Its                                           | Seeman - Dunn                                       | Akira Taguchi                | JVC                                   | Japón                  |
| Bittersweet                            | Its                                           | Seeman - Ritenour                                   | Akira Taguchi                | JVC                                   | Japón                  |